# Esqui alpino nos Jogos Olímpicos de Inverno de 2018 - Super-G masculino
O super-G masculino do esqui alpino nos Jogos Olímpicos de Inverno de 2018 foi disputado em 16 de fevereiro no no Centro Alpino Yongpyong em Bukpyeong-myeon, Jeongseon.

## Medalhistas
| Ouro   | AUT Matthias Mayer    |
| Prata  | SUI Beat Feuz         |
| Bronze | NOR Federica Brignone |

## Resultados
| Pos. | Bib | Atleta                           | Tempo   | Diferença |
| ---- | --- | -------------------------------- | ------- | --------- |
| 01 ! | 15  | AUT Matthias Mayer               | 1:24.44 | —         |
| 02 ! | 16  | SUI Beat Feuz                    | 1:24.57 | +0.13     |
| 03 ! | 7   | NOR Kjetil Jansrud               | 1:24.62 | +0.18     |
| 4    | 10  | FRA Blaise Giezendanner          | 1:24.82 | +0.38     |
| 5    | 9   | NOR Aksel Lund Svindal           | 1:24.93 | +0.49     |
| 6    | 3   | AUT Vincent Kriechmayr           | 1:25.13 | +0.69     |
| 7    | 17  | ITA Dominik Paris                | 1:25.18 | +0.74     |
| 8    | 12  | GER Andreas Sander               | 1:25.21 | +0.77     |
| 9    | 4   | CAN Dustin Cook                  | 1:25.23 | +0.79     |
| 10   | 6   | SLO Boštjan Kline                | 1:25.36 | +0.92     |
| 11   | 5   | AUT Hannes Reichelt              | 1:25.40 | +0.96     |
| 12   | 20  | GER Thomas Dreßen                | 1:25.51 | +1.07     |
| 13   | 11  | NOR Aleksander Aamodt Kilde      | 1:25.71 | +1.27     |
| 14   | 21  | USA Ryan Cochran-Siegle          | 1:25.72 | +1.28     |
| 15   | 14  | FRA Adrien Théaux                | 1:25.76 | +1.32     |
| 16   | 18  | ITA Christof Innerhofer          | 1:25.90 | +1.46     |
| 17   | 13  | AUT Max Franz                    | 1:25.96 | +1.52     |
| 18   | 25  | FRA Maxence Muzaton              | 1:26.08 | +1.64     |
| 19   | 29  | FRA Brice Roger                  | 1:26.10 | +1.66     |
| 20   | 32  | ITA Matteo Marsaglia             | 1:26.11 | +1.67     |
| 21   | 28  | SUI Gilles Roulin                | 1:26.20 | +1.76     |
| 22   | 26  | CAN Manuel Osborne-Paradis       | 1:26.39 | +1.95     |
| 23   | 33  | CAN Broderick Thompson           | 1:26.45 | +2.01     |
| 24   | 31  | USA Jared Goldberg               | 1:26.49 | +2.05     |
| 25   | 22  | SLO Klemen Kosi                  | 1:26.50 | +2.06     |
| 26   | 8   | SUI Thomas Tumler                | 1:26.52 | +2.08     |
| 27   | 19  | GER Josef Ferstl                 | 1:26.81 | +2.37     |
| 28   | 23  | AND Joan Verdu                   | 1:26.86 | +2.42     |
| 29   | 35  | CRO Natko Zrnčić-Dim             | 1:27.05 | +2.61     |
| 30   | 37  | CHI Henrik von Appen             | 1:27.57 | +3.13     |
| 31   | 42  | FIN Andreas Romar                | 1:27.70 | +3.26     |
| 32   | 41  | DEN Christoffer Faarup           | 1:27.81 | +3.37     |
| 33   | 45  | AND Marc Oliveras                | 1:27.84 | +3.40     |
| 34   | 54  | CZE Filip Forejtek               | 1:28.06 | +3.62     |
| 35   | 46  | CZE Ondřej Berndt                | 1:28.30 | +3.86     |
| 36   | 50  | LIE Marco Pfiffner               | 1:28.57 | +4.13     |
| 37   | 39  | NZL Willis Feasey                | 1:28.59 | +4.15     |
| 38   | 49  | MON Olivier Jenot                | 1:28.80 | +4.36     |
| 39   | 51  | SVK Andreas Žampa                | 1:28.89 | +4.45     |
| 40   | 47  | CZE Jan Zabystřan                | 1:29.68 | +5.24     |
| 41   | 53  | KAZ Igor Zakurdayev              | 1:29.96 | +5.52     |
| 42   | 58  | BLR Yuri Danilochkin             | 1:30.13 | +5.69     |
| 43   | 38  | NZL Adam Barwood                 | 1:31.10 | +6.66     |
| 44   | 60  | KOR Kim Dong-woo                 | 1:31.64 | +7.20     |
| 45   | 52  | SRB Marko Stevović               | 1:31.70 | +7.26     |
| 46   | 61  | BOL Simon Breitfuss Kammerlander | 1:31.69 | +7.25     |
| 47   | 62  | KOS Albin Tahiri                 | 1:32.74 | +8.30     |
| 48   | 57  | IRL Patrick McMillan             | 1:33.54 | +9.10     |
| —    | 1   | ITA Peter Fill                   | DNF     | —         |
| —    | 2   | SUI Mauro Caviezel               | DNF     | —         |
| —    | 24  | USA Ted Ligety                   | DNF     | —         |
| —    | 27  | USA Andrew Weibrecht             | DNF     | —         |
| —    | 30  | SLO Martin Čater                 | DNF     | —         |
| —    | 34  | SRB Marko Vukićević              | DNF     | —         |
| —    | 36  | SLO Miha Hrobat                  | DNF     | —         |
| —    | 40  | CAN James Crawford               | DNF     | —         |
| —    | 43  | CRO Filip Zubčić                 | DNF     | —         |
| —    | 44  | POL Michał Kłusak                | DNF     | —         |
| —    | 48  | CZE Jan Hudec                    | DNF     | —         |
| —    | 56  | UKR Ivan Kovbasnyuk              | DNF     | —         |
| —    | 59  | HUN Márton Kékesi                | DNF     | —         |
| —    | 55  | BRA Michel Macedo                | DNS     | —         |

Legenda
| Recorde mundial      | Recorde mundial (World record)               |                       | Recorde africano                      | Recorde africano (African) |                                           | Q | Classificado por posição (Qualified) |
| Recorde olímpico     | Recorde olímpico (Olympic record)            | Recorde da América    | Recorde da América (Americas)         | q                          | Classificado por melhor tempo (Qualified) |   |                                      |
| Melhor marca do ano  | Melhor marca do ano (World leading)          | Recorde asiático      | Recorde asiático (Asian)              | DNS                        | Não largou (Did not start)                |   |                                      |
| Recorde nacional     | Recorde nacional (National record)           | Recorde europeu       | Recorde europeu (European)            | DNF                        | Não terminou (Did not finish)             |   |                                      |
| Recorde pessoal      | Recorde pessoal do atleta (Personal best)    | Recorde da Oceania    | Recorde da Oceania (Oceania)          | DSQ / DQ                   | Desclassificado (Disqualified)            |   |                                      |
| Recorde da temporada | Recorde da temporada do atleta (Season best) | Recorde sul-americano | Recorde sul-americano (South America) | NM                         | Sem marca (No mark)                       |   |                                      |